# Willem Pieter Hoevenaar
Willem Pieter Hoevenaar (1808-1863) va ser un pintor, dibuixant, litògraf i aquarel·lista neerlandès. Els seus dibuixos en sèpia i les seves aquarel·les foren molt populars durant la seva època.
Part del seu llegat pictòric és albergat entre les col·leccions del Stedelijk Museum d'Amsterdam, el Centraal Museum, el Museu Teyler i Rijksprentenkabinet.

## Biografia
Segons el RKD (Institut Neerlandès per a la Història de l'Art) aprengué l'art de pintar de la mà del seu pare, el pintor Adriaenus Hoevenaar, i més endavant, de Pieter Christoffel Wonder. Cresqué en el si d'una família de pintors i dibuixants, on també els seus germans, Cornelis Willem i Nicolaas Ludolph, acabaren sent pintors.
Pintà entre altres coses, escenes de gènere, paisatges forestals, interiors i urbans. Les seves obres van ser exhibides en mostres a La Haia i Amsterdam entre els anys 1828 i 1863. Visqué i treballà al seu poble natal Utrecht, encara que va ser membre de la Koninklijke Academie d'Amsterdam des de 1850.
Willem Pieter va tenir dos deixebles: David van der Kellen i el seu fill Jozef Hoevenaar, qui pintaren el seu retrat.